# Lukas Stadler
Lukas Stadler (* 28. Oktober 1990) ist ein österreichischer Fußballspieler auf der Position eines Stürmers und Mittelfeldspielers. Sein jüngerer Bruder Florian (* 20. Dezember 1991) ist ebenfalls als Fußballspieler aktiv. Die Brüder waren oftmals nebeneinander beim Farmteam der Landesligamannschaft, dem ASC Rapid Kapfenberg, in der sechstklassigen Unterliga Nord B im Einsatz und spielten später gemeinsam in der Landesligamannschaft des Kapfenberger SV.

## Karriere

### Jugend
Stadler begann seine aktive Karriere als Fußballspieler als Siebenjähriger Anfang des Jahres 1998 im Nachwuchs seines Heimatvereins, der Kapfenberger SV. Dabei durchlief er bis einschließlich 2007 verschiedene Jugendspielklassen und war vor allem zum Ende seiner Jugendzeit hin vermehrt als Stürmer im Einsatz. 2005/06 noch vier Tore bei 21 Nachwuchseinsätzen, erzielte der engagierte Angreifer in der Folgesaison 2006/07 bei nur 14 Einsätzen zehn Treffer. Während dieser Zeit integrierte sich Stadler bereits in den Amateurmannschaften des Vereins in den unterklassigen Ligen des steirischen Fußballs.

### Zeit bei ASC Rapid Kapfenberg
Bereits zu Beginn der Saison 2006/07 stand Stadler im Kader des ASC Rapid Kapfenberg, der zu diesem Zeitpunkt noch in der siebentklassigen Gebietsliga Mürz vertreten war. Nachdem er vorerst nur als Ersatzspieler zu einer Reihe von Einsätzen gekommen war, wurde er in der zehnten Runde beim 1:1-Heimremis gegen den ASK Phönix Hönigsberg von Beginn an eingesetzt. Über die gesamte Spielzeit hinweg war in 20 Meisterschaftsspielen mit dabei und kam davon in 19 Partien zum Einsatz, in denen er zwei Tore erzielte.
2006/07 nur eine schwache Torausbeute, verbesserte sich diese in der darauffolgenden Spielzeit 2007/08 stark. Nachdem er bereits beim Saisonauftakt zum Torerfolg gekommen war, folgten bei insgesamt 24 Meisterschaftseinsätzen weitere 20 Treffer. Mit seinen 21 Treffern in dieser Saison rangierte er auf dem zweiten Platz der Torschützenliste der Gebietsliga Mürz und hatte dabei nur drei Tore Rückstand auf den Torschützenkönig. Von seinen 21 Toren erzielte er einen Hattrick sowie fünf Mal im Doppelpack. Mit seiner guten Leistung als Stammspieler und mit seiner Anzahl an Toren war Stadler einer der Hauptverantwortlichen für den Meistertitel, den die Mannschaft am Ende der Saison mit elf Punkten Vorsprung auf den SV Hinterberg und den SV Breitenau errang.
Auch in der Folgespielzeit 2008/09 glänzte der 1,78 m große Stürmer mit guten Offensivleistungen und Führungsqualitäten, was auch einer der Hauptgründe dafür war, dass er ab der fünften Runde der Saison als Kapitän der Mannschaft fungierte. Nachdem er bis hin zur neunten Runde bereits sieben Treffer erzielt hatte, legte er weniger Augenmerk auf die Offensive und rückte ins Mittelfeld zurück. Bis zur Winterpause kam Stadler in der Herbstmeisterschaft bei 13 Meisterschaftsspielen acht Mal zum Torerfolg und war, obgleich er im Frühjahr zu keinem einzigen Einsatz mehr kam, auf dem zweiten Platz der mannschaftsinternen Torschützenliste. Für die Mannschaft reichte es am Saisonende abermals für einen passablen fünften Tabellenrang.

### Landesliga und Profidebüt
Nach dem Abgang als Kapitän des Farmteams wurde der 18-Jährige aufgrund seiner guten Leistungen in der Winterpause 2008/09 in die Landesligamannschaft geholt. Sein dortiges Debüt gab er bereits beim Frühjahrsauftakt am 15. März 2009 bei einer 0:4-Heimspielniederlage gegen den späteren Meister SVL Flavia Solva, als er von Beginn an auf dem Rasen stand. Bereits bei seinem zweiten Landesligaeinsatz in der darauffolgenden Woche erzielte Stadler beim 2:1-Auswärtserfolg über den SV Wildon seinen ersten Team- sowie Ligatreffer, als er in Minute 36 zur 1:0-Führung einnetzte. Im Landesligateam konnte sich der junge Angreifer rasch integrieren und war nach nur wenigen Einsätzen bereits einer der Stammspieler und eine der Stützen des Teams. Bis zum Saisonende brachte es Stadler auf 14 Ligaeinsätze sowie zwei Tore.
Nachdem Stadler bereits in der Saisonvorbereitung vor der Spielzeit 2009/10 mit dem Profiteam seines Stammvereins im Einsatz war, wurde er zu Saisonbeginn in den Bundesligakader geholt, wobei er jedoch weiterhin ausschließlich in der Landesliga zum Einsatz kam, aber dennoch immer mit den Profis mittrainierte. Gleich nach seinem ersten Tor im Auftaktspiel der Landesliga verbesserte sich seine Torquote im Vergleich zum Vorjahr zusehends. So kam er bis dato (4. Mai 2010) in 18 Meisterschaftsspielen zu fünf Toren und erzielte dabei unter anderem seinen ersten Doppelpack für die Amateurmannschaft der Kapfenberger SV.
Obwohl die Amateure am 4. Mai 2010 ein wichtiges Spiel gegen den FC Gleisdorf 09 im Steirer-Cup (7. Runde; Viertelfinale) hatten, wurde Stadler von KSV-Trainer Werner Gregoritsch für das Bundesligaspiel gegen den FC Red Bull Salzburg in den Kader des Profiteams geholt. Während die Amateure das Auswärtsmatch mit 0:3 verloren, gewann das Profiteam zuhause gegen die Gäste aus Salzburg mit 2:0, wobei Lukas Stadler von Beginn an auf dem Rasen stand und ab der zweiten Spielhälfte durch den Tschechen Patrik Siegl ersetzt wurde. Zusammen mit Stadler gab an diesem Abend auch der gleichaltrige Manfred Gollner sein Profidebüt.

### Im Amateurfußball
Zur Saison 2012/13 wechselte Stadler zum Regionalligisten Grazer AK, den er allerdings nach dessen Insolvenz bereits im Oktober 2012 wieder verließ. Im Oktober 2013 wechselte er zum ehemaligen Ligakonkurrenten SC Kalsdorf. Für Kalsdorf kam er zu 43 Regionalligaeinsätzen. Zur Saison 2014/15 schloss er sich dem fünftklassigen USV Mettersdorf an, mit dem er 2016 in die Landesliga aufstieg. Weitere Stationen waren der SC Bruck/Mur (2021–2022) in der Landesliga und der SV Frannach (seit 2022) in der Oberliga Süd/Ost.

## Erfolge
mit dem ASC Rapid Kapfenberg
- 1× Meister der Gebietsliga Mürz: 2007/08

mit der Kapfenberger SV II
- 1× Vizemeister der Landesliga Steiermark: 2009/10
- 1× Meister der Landesliga Steiermark: 2010/11

mit dem SC Kalsdorf II
- 1× Meister der Gebietsliga Mitte: 2012/13

mit dem USV Mettersdorf
- 1× Meister der Oberliga Süd Ost: 2015/16